# Alvania multiquadrata
Alvania multiquadrata is een slakkensoort uit de familie van de Rissoidae. De wetenschappelijke naam van de soort is voor het eerst geldig gepubliceerd in 1989 door van der Linden & Wagner.